# Giulio Cacciandra
Giulio Cacciandra (Alessandria, 15 luglio 1884 – Alessandria, 28 gennaio 1971) è stato un cavaliere italiano, vincitore di una medaglia d'argento, montando il cavallo Facetto, con la squadra italiana del concorso completo a squadre (insieme a Ettore Caffaratti e Garibaldi Spighi)
e di una medaglia di bronzo, montando Fortunello, con la squadra del salto ostacoli a squadre (insieme a Ettore Caffaratti, Alessandro Alvisi e Carlo Asinari) ai Giochi olimpici di Anversa 1920.

## Palmarès
| Anno | Manifestazione  | Sede    | Evento                      | Risultato |
| ---- | --------------- | ------- | --------------------------- | --------- |
| 1920 | Giochi olimpici | Anversa | Concorso completo a squadre | Argento   |
| 1920 | Giochi olimpici | Anversa | Salto ostacoli a squadre    | Bronzo    |